# Нижнее Гридино
Нижнее Гридино — деревня в Большесолдатском районе Курской области. Административный центр Нижнегридинского сельсовета.

## География
Деревня находится на реке Немча, в 49 километрах к юго-западу от Курска, в 16 километрах к юго-западу от районного центра — села Большое Солдатское.
Улицы
В деревне улицы: Захаровка (33 дома), Колхозная (26 домов), Молодежная 1-я (14 домов), Молодежная 2-я (12 домов), Молодежная 3-я (12 домов), Парижская (39 домов), Перькова (60 домов), Хуторская (6 домов), Центральная (15 домов).
Климат
В деревнe Нижнее Гридино умеренный (влажный) континентальный климат без сухого сезона с тёплым  летом (Dfb в классификации Кёппена).
| Показатель                                                                  | Янв. | Фев. | Март | Апр. | Май  | Июнь | Июль | Авг. | Сен. | Окт. | Нояб. | Дек. | Год  |
| --------------------------------------------------------------------------- | ---- | ---- | ---- | ---- | ---- | ---- | ---- | ---- | ---- | ---- | ----- | ---- | ---- |
| Средний суточный максимум, °C                                               | −3,9 | −2,8 | 3,1  | 13,1 | 19,4 | 22,7 | 25,2 | 24,6 | 18,2 | 10,7 | 3,5   | −1   | 11,1 |
| Средняя температура, °C                                                     | −6   | −5,4 | −0,5 | 8,3  | 14,8 | 18,4 | 20,9 | 20   | 14,1 | 7,3  | 1,3   | −3   | 7,5  |
| Средний суточный минимум, °C                                                | −8,4 | −8,5 | −4,6 | 2,8  | 9,2  | 13,1 | 15,8 | 14,9 | 9,8  | 4    | −1    | −5,2 | 3,5  |
| Норма осадков, мм                                                           | 52   | 44   | 48   | 50   | 64   | 71   | 75   | 56   | 58   | 58   | 47    | 49   | 672  |
| Источник: Погода по месяцам c ru.climate-data.org(дата обращения: Май 2021) |      |      |      |      |      |      |      |      |      |      |       |      |      |

## Население
| 2002 | 2010 |
| ---- | ---- |
| 519  | ↘501 |

## Транспорт
Нижнее Гридино находится в 6,5 км от автодороги регионального значения 38К-004 (Дьяконово — Суджа — граница с Украиной), на автодороге межмуниципального значения 38Н-079 (38К-004 – Нижнее Гридино – Сула), в 27 км от ближайшего ж/д остановочного пункта 439 км (линия Льгов I — Курск).